# 아산 우리은행 우리원 WPBC R
아산 우리은행 우리원 WPBC R(Asan Woori Bank Woori Won Women's Pro Basketball Club Reserves)은 대한민국 충청남도 아산시에 있는 농구 선수단이다. 우리은행이 운영하는 여자 세미프로 농구단이며, 2004년에 창단되었다.

## 참고 문헌
- “스포츠지원포털 등록 현황”. 대한체육회.
- “한국여자프로농구 히스토리”. 한국여자농구연맹.